# Torre Unipol
A Torre Unipol é um arranha-céu da cidade de Milão, na Itália. O edifício, concluído em 2023, tem 126 metros de altura e 24 andares.
O edifício está localizado no bairro de Porta Nuova, na interseção entre a Via Melchiorre Gioia e a Via Fratelli Castiglioni, onde anteriormente estava prevista a construção do Hotel Gilli. As obras começaram em 2017 com a execução das fundações, enquanto a cerimônia de lançamento da pedra fundamental ocorreu na primavera de 2019.
O arranha-céu apresenta uma estrutura externa em forma de “X”, que lembra um ninho. Os materiais utilizados na construção são vidro e aço. O projeto inclui ainda um auditório com mais de 270 lugares e, no topo, uma estufa-jardim panorâmica destinada a eventos públicos e culturais.